# Flathead Range
Flathead Range je pohoří ve Flathead County, na severozápadě státu Montana. 
Leží východně od jezera Flathead. Rozkládá se mezi západně ležícím pohořím Swan Range a vodní nádrží Hungry Horse Reservoir a východně ležící pohořím Lewis Range. Severně se nachází Národní pak Glacier. Flathead Range je součástí severních amerických Skalnatých hor.
V pohoří se nachází okolo 20 vrcholů vyšších než 2 500 metrů. Až na výjimky je většina hor jen obtížně dostupná.